# Кров мисливця (фільм)
Кров мисливця (англ. Hunter's Blood) — американський трилер-фільм жахів.

## Сюжет
П'ятеро міських хлопців приїжджають в сільську місцевість, щоб злегка пополювати і повеселитися. Однак, місцеві психи не сплять і влаштовують нещаднє полювання на приїжджих. І тепер хлопцям доведеться докласти чимало зусиль, щоб вибратися живими з лісу.

## У ролях
- Сем Боттомс — Девід Ренд
- Кім Ділейні — Мелані
- Клу Гулагер — Мейсон Ренд
- Кен Своффорд — Аль Колман
- Джоі Траволта — Марті Адлер
- Майф Наттер — Ральф Колман
- Лі де Бру — Червона Борода
- Брюс Гловер — Одноокий
- Біллі Драго — Змія
- Мікі Джонс — Веш Пот
- Чарльз Сайферс — Вуді
- Брайан Расмуссен — Purty Boy
- Джо Венс — Мураха
- Біллі Боб Торнтон — Біллі Боб